# William Slater Brown

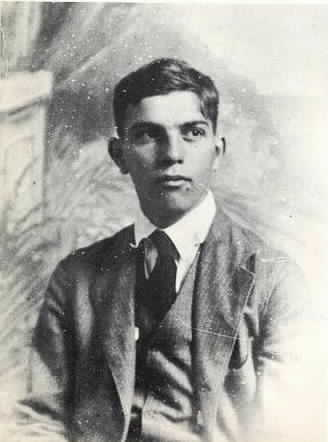

William Slater Brown (Webster, Massachusetts, 13 de noviembre de 1896 - Rockport, Massachusetts, 22 de junio de 1997) fue un escritor estadounidense; novelista y biógrafo, además de traductor de literatura francesa. Es principalmente conocido por su amistad con E. E. Cummings, quien le reflejó en el personaje llamado "B." de su novela autobiográfica The Enormous Room (1922). Los dos forman parte de la lost generation ("generación perdida").

## Vida
Fue hijo del médico Frederick Augustus Brown y de Katharine Slater. Su tatarabuelo, Samuel Slater, fue un hombre de negocios que había fundado su ciudad natal, y además protagonizó uno de los hitos de la revolución industrial en Estados Unidos, la fundación en 1790 de Slater Mill Historic Site, una fábrica textil en Pawtucket (Rhode Island). La riqueza de su familia se fue perdiendo por una serie de hechos desafortunados, de modo que él y sus hermanos menores (Fritz, Joyce y Kitty) crecieron en una relativa pobreza. A los 16 años, mientras vivía con sus primos en Boston, su carácter rebelde le llevó a  adoptar una forma de vida y una filosofía mundana muy distinta a la de sus padres, emprendiendo un proceso de autodescubrimiento que le llevó a un frustrado intento de entrar en la escuela de periodismo de la Universidad de Columbia.
Al entrar Estados Unidos en la Primera Guerra Mundial, Brown se alistó como voluntario en el Norton-Harjes Ambulance Corps (cuerpo de ambulancias) a comienzos de 1917. En la ruta hacia Francia, a borde del barco La Touraine conoció a E.E. Cummings. Por un error de organización, los dos pasaron cinco semanas juntos en París, antes de ser asignados a una unidad de ambulancias; periodo en el que se convirtieron en amigos íntimos.
En septiembre de 1917 Brown y Cummings fueron arrestados por sospechas de espionaje, y encarcelados en el campo de detención de La Ferté-Macé (Orne, Normandía). Cummings fue liberado en diciembre de 1917 tras la intervención de su padre; en cambio, Brown no lo fue en ese momento, sino que fue trasladado a una prisión en Précigné, en la que pasó tres meses más. Finalmente embarcó para Nueva York, donde se reunió con Cummings.
A partir de entonces, Brown formó parte de la vida bohemia de artistas y escritores del barrio neoyorquino de Greenwich Village, contribuyendo con artículos en revistas y periódicos como The New Masses y The Dial. Cayó en el alcoholismo hasta su muerte, a una edad muy avanzada (superó los cien años).
Contrajo matrimonio con Susan Jenkins, que formaba parte del grupo Provincetown Players, con la que tuvo un hijo, Gwilym Slater Brown (1928-1974). También tuvo una hija, Rachel Brown, de una relación con Esther Rosenberg (1936). En 1957 se casó con Mary James (muerta en 1987), nieta de Robertson James y sobrina nieta de Henry James. Residieron en Rockport, Massachusetts.

## Obra
Sus obras, publicadas bajo el nombre abreviado de Slater Brown, incluyen la novela The Burning Wheel (1943), la biografía Ethan Allen and the Green Mountain Boys (1956) -destinada al público infantil- y The Heyday of Spiritualism (1970) -un estudio de la parapsicología y el ocultismo durante el siglo XIX-.